# 多良木町立下槻木小学校

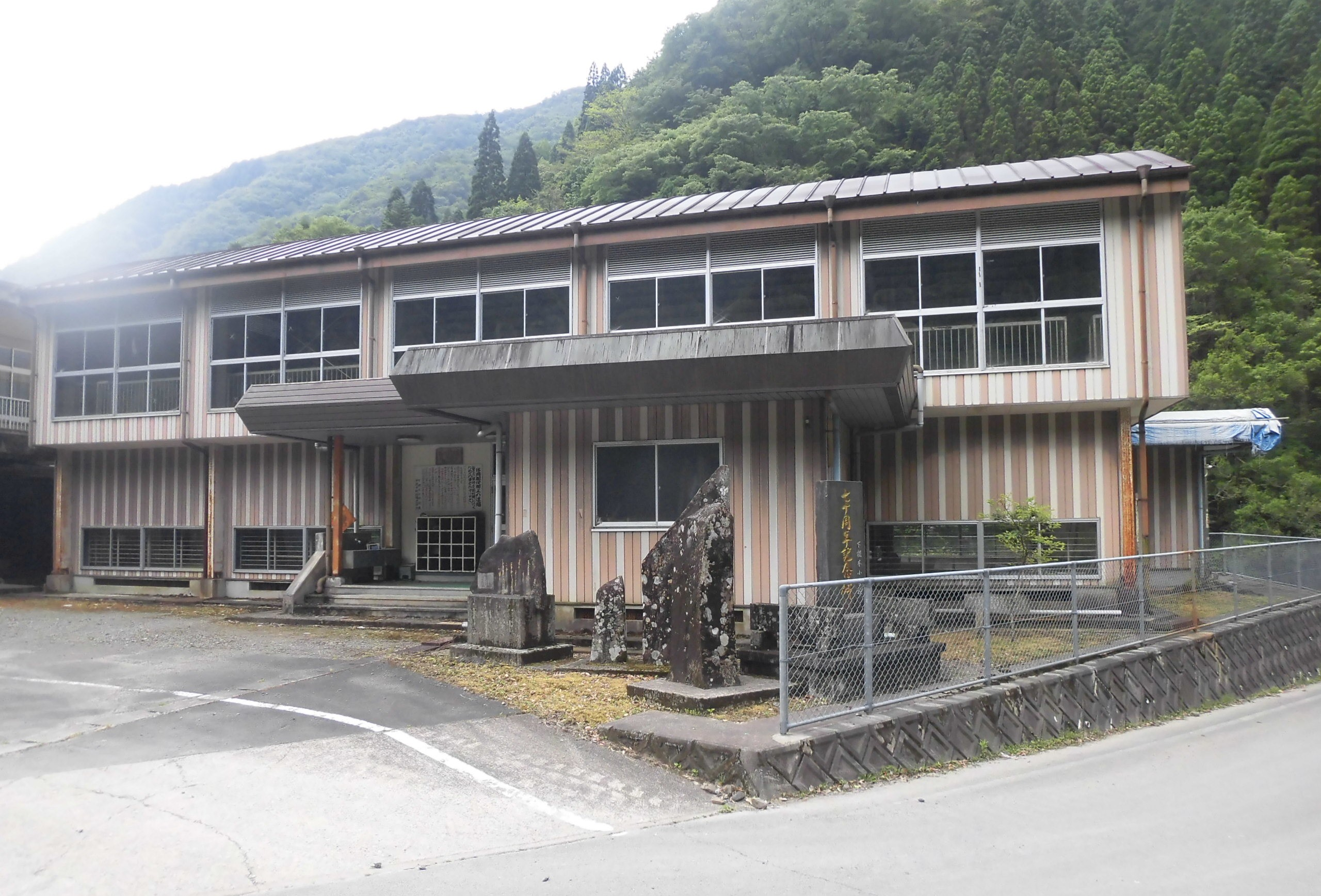
体育館

多良木町立下槻木小学校（たらぎちょうりつ しもつきぎしょうがっこう）は、かつて熊本県球磨郡多良木町槻木にあった町立小学校。
2006年（平成18年）3月末をもって閉校し、多良木町立槻木小学校に統合された。

## 概要
歴史
1927年（昭和2年）に「槻木尋常小学校 下槻木分教場」として創立。1965年（昭和40年）に独立した。2006年（平成18年）に閉校し、79年（独立41年）の歴史に幕を閉じた。
校章
月桂樹と桜の花弁を背景にして、中央に「小」の文字を配している。
校歌

## 沿革
- 1927年（昭和2年）4月 - 「槻木尋常小学校 下槻木分教場」が設置される。
- 1932年（昭和7年）4月 - 「槻木尋常高等小学校 下槻木分教場」と改称。
- 1941年（昭和16年）4月1日 - 国民学校令施行により、「久米村槻木国民学校 下槻木分教場」と改称。
- 1947年（昭和22年）- 学制改革が行われる（六・三制の実施）。
  - 4月1日 - 国民学校初等科が、新制小学校「久米村立槻木小学校 下槻木分校」に改組・改称。
  - 4月 - 国民学校高等科が青年学校普通科とともに、新制中学校「久米村立久米中学校 第二分校」に改組・改称。
- 1948年（昭和23年）- 中学校第二分校が統合により廃止される（第一分校との統合で「槻木分校」となる）。
- 1955年（昭和30年）4月1日 - 久米村が多良木町に合併し、「多良木町立槻木小学校 下槻木分校」と改称。
- 1957年（昭和37年）- 木造2階建校舎（管理教室棟（普通教室5・特別教室2））を改築。同年、へき地集会室（体育館）が完成。
- 1965年（昭和40年）4月1日 - 槻木小学校から独立の上、「多良木町立下槻木小学校」（最終名）となる。
- 1998年（平成10年）4月1日 - 休校となる。
- 2006年（平成18年）3月31日 - 多良木町立槻木小学校への統合により閉校。

## 交通アクセス
最寄りの幹線道路
- 熊本県道・宮崎県道144号槻木田代八重線

## 周辺
- 槻木川